# Поттс
Поттс (англ. Mount Potts) — гора, вершина Нової Зеландії, що піднімається на висоту 2184 метри. Вона розташована в однойменному гірському хребті на сході Південних Альп Південного острова, в окрузі Ашбертон у регіоні Кентербері.

## Географія

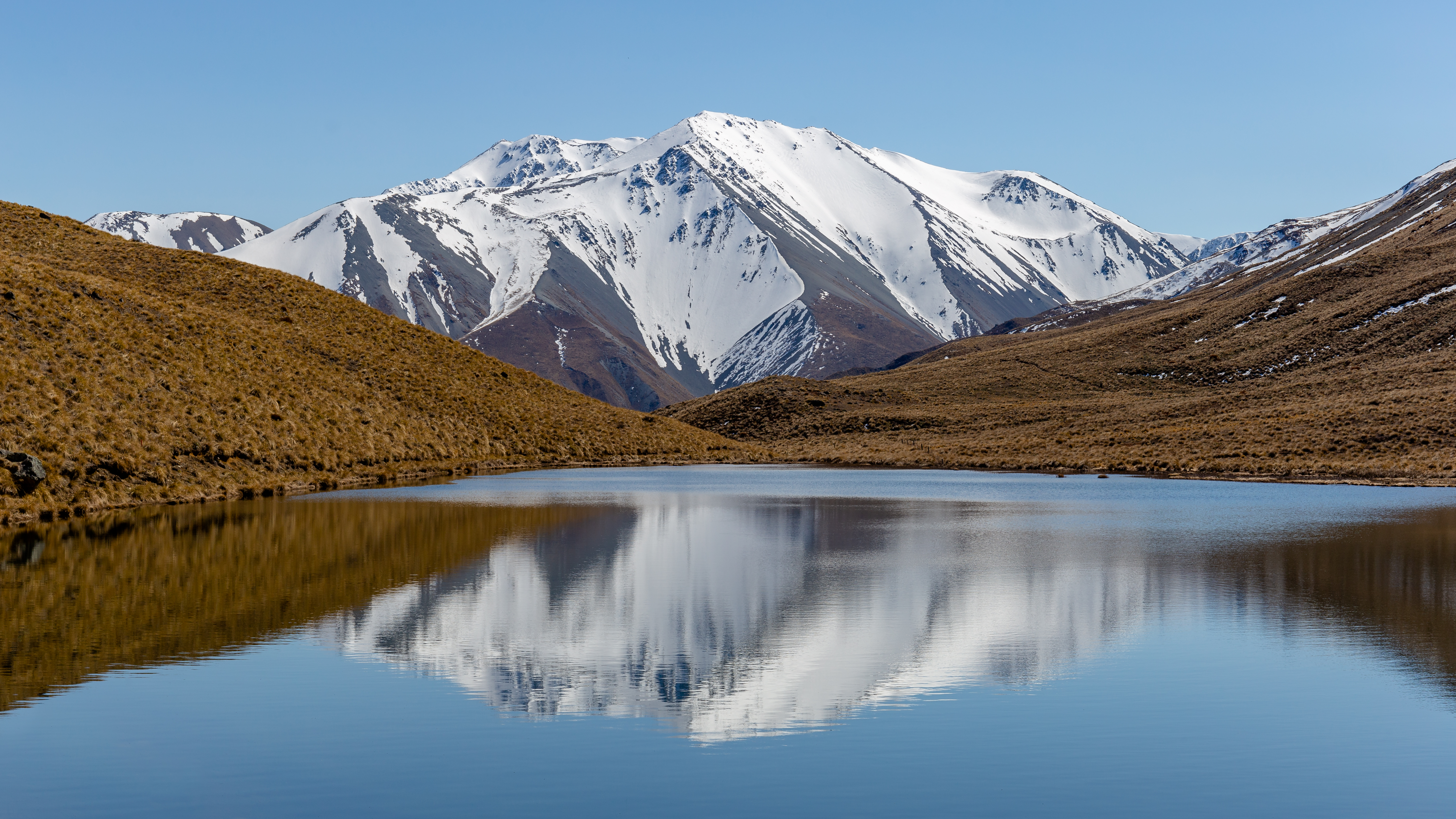
Озеро Містері, засніжена гора Поттс на задньому плані.

Масивна гірська вершина з кількома піками (піки: 2184 м, 2152 м, 2146 м, 2003 м). До них через високий перевал (1870 м) примикають кілька східних піків (піки: 1930 м, 2007 м, 2034 м). Гора Поттс розташована практично на півдні однойменного гірського хребта Поттс, на південному заході округу Ашбертон в центрально-західній частині регіону Кентербері, в південній частині країни, за 400 км на південний захід від столиці країни Веллінгтона, за 135 км на схід від міста Крайстчерча та за 64 км на захід — південний захід від гори Кука (3724 м).
Абсолютна висота вершини 2184 метри над рівнем моря — найвища вершина хребта Поттс. Відносна висота гори — 513 м. Найнижче ключове сідло вершини, по якому вимірюється її відносна висота, має висоту 1671 м над рівнем моря і розташоване за 7 км на північ — північний захід (43°26′30″ пд. ш. 170°54′23″ сх. д. / 43.44167° пд. ш. 170.90639° сх. д.). Топографічна ізоляція вершини відносно найближчої вищої гори Піто-пік (2401 м), яка розташована на півночі, в гірському хребті Біг Гілл, становить 11,4 км.

## Клімат
Помірний морський клімат південної півкулі (Cfb). Середня температура — 7 °C. Найтеплішим місяцем є січень при 15 °C, а найхолоднішим липень при −4 °C. Середня кількість опадів в регіоні становить 1781 міліметр на рік. Найвологіший місяць — жовтень, середньомісячна кількість опадів 224 міліметри, а найсухіший лютий — 94 міліметри. В зимові місяці можливі незначні і нетривалі снігові опади.

## Маунт Поттс (спортбаза)

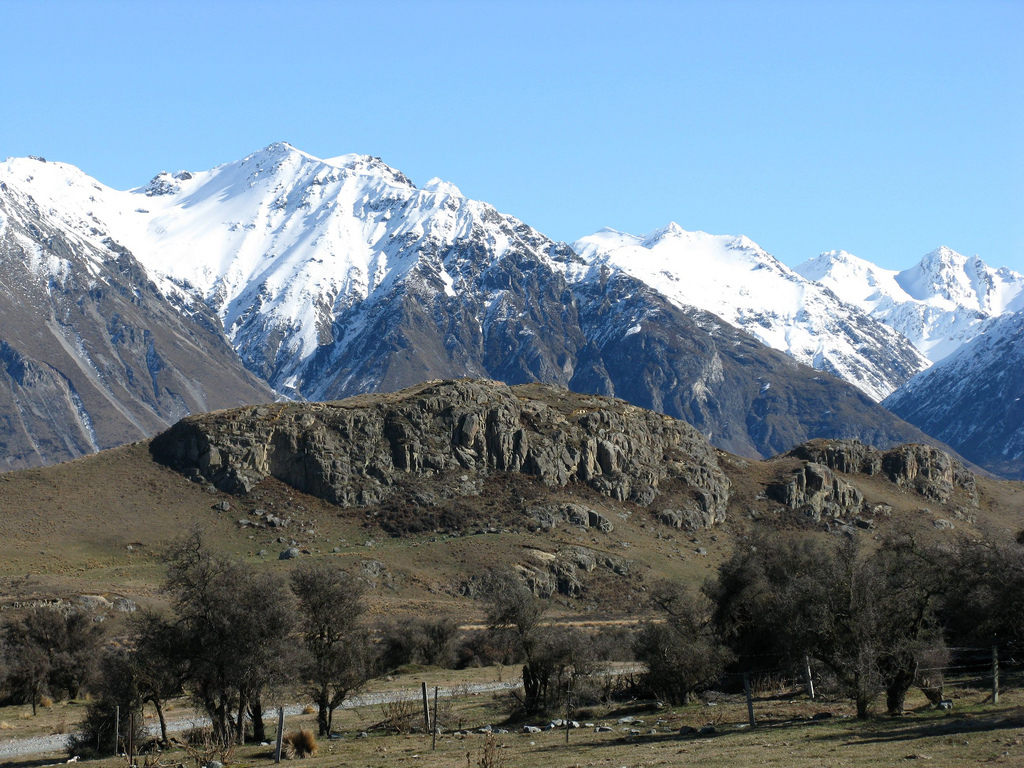
Гора Сандей на передньому плані.

Маунт Поттс (англ. Mount Potts) — це спеціалізована спортивна база для катання на гірських лижах і сноуборді на гірських схилах гори Поттс, в окрузі Ашбертон, у регіоні Кентербері, на Південному острові, в Новій Зеландії. На відміну від звичайних курортів, тут немає нерухомих бугелів та крісельних підйомників. Натомість підйом на вершину забезпечують снігоходи та вертоліт. Гірськолижна зона займає 660 гектарів і включає «круті схили, жолоби, скелі з обривами, карнизи, широко відкриті порохові раковини і перекати». Гора Поттс знаходиться в годині їзди від містечка Метвен і в двох годинах їзди від Крайстчерча; на території бази є сучасний будиночок для проживання.
Район стає все популярнішим серед туристів після зйомок трилогії «Володар перснів». Особливий інтерес для туристів викликає невеликий пагорб (611 м) у центрі рівнини, за 5 км на південний захід від гори, який називається гора Сандей (англ. Mount Sunday), де у фільмах була столиця королівства Рогану Едорас. На пагорб веде окремий трек-маршрут, для безпечного підняття на Сандей.